# Крикская война
Кри́кская война́ (1813—1814 годы), также известная как Война́ Кра́сных Па́лок (англ.  Red Stick War) и Кри́кская гражда́нская война́, — война, которая началась как гражданская внутри индейского народа криков в начале XIX века. Европейско-американские историки иногда называют её частью войны 1812 года между Соединёнными Штатами и Великобританией, так как напряжённость в индейских племенах во время этой войны сильно возросла.
Война началась как гражданская, однако вскоре войска Соединённых Штатов вступили в конфликт, атаковав группу криков на территории современной южной Алабамы в битве при Бурн-Корн.

## Предыстория
Начиная с 11 и по 16 декабря 1811 года четыре основных волны Нью-мадридского землетрясения, оценивающегося примерно в 7 баллов по шкале Рихтера по своей интенсивности, сотрясли земли криков Среднего Запада. Толчки ощущались на территории площадью в 50 000 квадратных миль (129,5 тыс. км²). Хотя интерпретация этого события в различных племенах была различной, общим выводом у всех них был один: мощное землетрясение имело какое-то важное значение. Оно произошло как раз в то время, когда индейцы юга находились под постоянным давлением со стороны европейских и американских поселенцев, посягавших на их земли, ввиду чего внутренние племенные военные силы становились всё более важными.
Группа молодых мужчин из поселений верхних криков, известная как Красные Палки, агрессивно стремилась к тому, чтобы вернуть крикское общество к традиционному образу жизни, культуре и религии. Лидеры Красных Палок, такие как Уильям Уизерфорд (Красный Орёл), Питер Маккуин и Менава, которые были союзниками британцев, сражались с другими вождями крикских племён, в то время как народ криков находился под угрозой посягательств на их земли европейских и американских переселенцев. Перед началом Крикской гражданской войны Красные Палки — как правило, молодые люди — пытались держать их деятельность по возрождению традиционного общества в тайне от старших вождей.
Перед Крикской гражданской войной, в феврале 1813 года, лидер шауни Текумсе начал призывать юго-восточные индейские народы присоединиться к его движению, целью которого было изгнать американцев из индейских территорий. Он объединил племена на северо-западе (штат Огайо и сопредельные территории) для борьбы против поселенцев из США после американской войны за независимость. Многие из верхних криков находились под влиянием его брата Тенскватавы, пророчества которого, поддержанные духовными вождями племён, предсказывали полное уничтожение американцев европейского происхождения. Питер Маккуин из Талиси (ныне Тэллэсси, штат Алабама), Джосайя Фрэнсис из Аутаги, поселения коасати, а также Высокоголовый Джим и Пэдди Уолш, оба представители племени алабамы, были среди духовных лидеров, отвечавших за объединение верхних криков.
Красные Палки в первую очередь сопротивлялись цивилизаторским программам, осуществляемым американским индейским агентом Бенджамином Хокинсом, который усилил союзные отношения с поселениями нижних криков. Последние испытывали всё более сильное давление со стороны европейско-американских поселенцев в современной Джорджии. Нижние Крики был убеждены уступить земли своих охотничьих угодий в 1790, 1802 и 1805 годах, потому как поселенцы своей деятельностью уничтожили там возможность охоты. Крики стали перенимать американские методы ведения сельского хозяйства, после того как их традиционные промыслы исчезли. Среди лидеров поселений нижних криков в современной Джорджии были Король Птичий Хвост из Куссетты, Маленький Принц из Сломанной Стрелы и Уильям Макинтош (Белый Воин) из Коветы.
В феврале 1813 года небольшая группа вооружённых Красных Палок во главе с Маленьким Воином, возвращавшаяся из Детройта, убила две семьи, поселившиеся вдоль реки Огайо. Хокинс потребовал, чтобы крики выдали Маленького Воина и шестерых его сообщников. Старые вожди, в частности — Большой Воин, решили казнить участников насилия сами. Это решение стало искрой, которая зажгла пожар гражданской войны между криками.
Первое столкновение между Красными Палками и силами Соединённых Штатов произошло в том же году — 21 июля 1813 года. Группа американских солдат остановила отряд Красных Палок, возвращавшийся из Испанской Флориды, где Красные Палки получили оружие и припасы от испанского губернатора в Пенсаколе. Красные Палки бежали с места сражения, и солдаты разграбили то, что они смогли найти. Увидев грабежи со стороны американцев, крики ответили внезапным нападением. Битва при Бурн-Корн, как теперь известно это сражение, увеличила масштабы Крикской гражданской войны, сделав её участником американские войска.
Вожди верхних криков Питер Маккуин и Уильям Уизерфорд совершили со своими войсками нападение на Форт-Мимс к северу от Мобила, Алабама, 30 августа 1813 года. Целью Красных Палок был нанести удар по крикам-метисам, которые нашли убежище в форте. Воины напали на форт и убили в общей сложности от 400 до 500 человек, включая женщин, детей и многочисленных европейских и американских поселенцев. Инцидент был известен как Резня форта Мимс; как видный вождь, Уизерфорд было привлечён к ответственности американцами, хотя некоторые источники предполагают, что он пытался остановить бойню. Красные Палки впоследствии нападали на другие форты в районе, включая Форт-Синкефилд. Паника распространялась среди поселенцев на американской юго-восточной границе, и они потребовали вмешательства правительства США. Федеральные войска были заняты войной с англичанами и северными лесными племенами во главе с шауни, руководимыми Текумсе, на северо-западе, поэтому юго-восточные штаты были вынуждены созвать собственное ополчение для борьбы с индейской угрозой.

## Вооружённые силы сторон
После битвы при Бурн-Корн военный министр США Джон Армстронг уведомил генерала Томаса Пинкни, командира 6-го военного округа, что США готовы принять меры в отношении народа криков. Кроме того, если Испания станет поддерживать криков, то будет нанесён удар по Пенсаколе. В Джорджии началась подготовка к созданию линии фортов вдоль реки Чаттахучи — современной границы между Алабамой и Джорджией. Эти форты могли защитить границы, пока войска Пинкни готовились к наступлению.
Бригадный генерал Фердинанд Клэйборн, командир ополченцев в территории Миссисипи, был обеспокоен слабостью его участка на западной границе территории криков и выступал за нанесение упреждающих ударов. Но генерал-майор Томас Флорной, командир 7-го военного округа, отказал ему в этой просьбе, потому как намеревался продолжать следовать оборонительной стратегии американцев в войне. Тем временем поселенцы из этого района нашли убежище в блокгаузах.
Губернатор Теннесси Уилли Блаунт призвал 5000 ополченцев на срок воинской службы в три месяца. Блаунт позвал также силы в составе 2500 солдат из западного Теннесси под командованием полковника Эндрю Джексона, чтобы «отразить приближающееся вторжение … и предоставить помощь и облегчение … Территории Миссисипи». Кроме того, он позвал силы в 2500 солдат из восточного Теннесси под командованием генерал-майора Уильяма Кука. Джексон и Кук, тем не менее, не были готовы выступать до начала октября.
В дополнение к действиям правительства американский индейский агент Бенджамин Хокинс организовал дружественных нижних криков во главе с вождём Уильямом Макинтошем, получившим звание майора, чтобы помочь Джорджии и Теннесси в боевых действиях против Красных Палок. По просьбе главного федерального агента Ретурна Дж. Мейгса (называемого Белый Орёл индейцами за цвет его волос) индейцы чероки присоединились к американцам в их борьбе против Красных Палок. Под командованием своего вождя Майора Риджа 200 воинов чероки воевали совместно с ополченцами из Теннесси под командованием полковника Эндрю Джексона.
По количеству поселений верхние крики составляли примерно две трети всего народа криков. Их поселения располагались вдоль рек Алабамы, Кусы и Таллапусы в самом сердце штата Алабама. Нижние крики жили вдоль реки Чаттахучи. Многие крики пытались оставаться дружественными США, но после событий в форте Мимс лишь немногие американцы европейского происхождения на юго-востоке различали дружественных и недружественных криков.
В общем и целом армия криков состояла из 4000 воинов, у которых было около 1000 ружей. Они никогда не вели крупномасштабных войн — даже против соседних американских индейцев. В начале войны генерал Кук заметил, что стрелки активнее используют луки и стрелы, стреляя из них после первого выстрела из ружья и до приказа о перезарядке ружей.
Святая Земля криков, расположенная на стыке рек Таллапусы и Кусы, был сердцем Конфедерации Красных Палок. Это место находилось примерно в 150 милях (240 км) от ближайшего пункта снабжения, доступного любой из трёх американских армий. Самым простым направлением атаки был путь из Джорджии через линию фортов на границе, а затем — дальше по хорошей дороге, которая вела к поселениям верхних криков возле Святой Земли. Другим направлением был путь на север от Мобила вдоль реки Алабама. Самым трудным маршрутом, который Джексон, однако, и выбрал для своего наступления, был путь к югу от штата Теннесси через гористый и почти непроходимый ландшафт.

### Ополчение Теннесси
Хотя миссией Джексона была победа над криками, его главной целью было двигаться на Пенсаколу. Планом Джексона было двинуться на юг, построить дороги, уничтожить поселения верхних криков и затем следовать к Мобилу, чтобы устроить нападение на Пенсаколу. У него было две проблемы: плохо организованное снабжение армии и солдаты с небольшим сроком службы. Когда Джексон начал своё наступление, река Теннесси вышла из берегов, что затрудняло перемещение припасов; также было мало корма для лошадей.
Джексон выступил из Фейетвилла, Теннесси, 7 октября 1813 года. Он соединился со своей кавалерией в Хантсвилле и пересёк Теннесси, создав форт Депозит. Затем он двинулся к Кусе и создал там свою базу для дальнейшего наступления — форт Стротер. Первыми успешными действиями Джексона стали сражения при Таллушатчи и Талладеге, произошедшие в ноябре.
После Талладеги, однако, Джексон страдал от нехватки снабжения и проблем с дисциплиной, связанных с небольшим сроком службы его солдат. Кук с 2500 ополченцами из Восточного Теннесси выступил в поход 12 октября. Его путь лежал из Ноксвилла в Чаттанугу, а затем — вдоль Кусы к форту Стротер. Из-за сложных отношений между ополченцами с востока и запада Теннесси Кук не спешил присоединяться к Джексону, а также ввиду того, что не так давно он разозлил Джексона, по ошибке атаковав дружественную деревню криков 17 ноября. Когда он наконец достиг форта Стротер 12 декабря, до конца срока контракта военной службы у ополченцев восточного Теннесси оставалось только 10 дней. У Джексона не было другого выбора, кроме как отпустить их. Кроме того, генерал Коффи, который вернулся в Теннесси для восполнения лошадей, писал, что кавалеристы Джексона дезертировали. К концу 1813 года у Джексона оставался один полк ополченцев, срок службы которых истекал в середине января.
Хотя губернатор Блаунт отдал приказ о новом призыве 2500 солдат, Джексон не имел достаточных сил для наступления до конца февраля. Когда отряд из 900 новобранцев неожиданно прибыл 14 января, Джексон имел войско в 103 человека и Коффи, который был покинут своими людьми.
Поскольку новые прибывшие солдаты имели контракт на военную службу только на срок в шестьдесят дней, Джексон решил использовать своих подчинённых за это время с максимальной эффективностью. Он выступил из форта Стротер 17 января и двинулся в сторону деревни Эмукфо, чтобы соединиться с ополченцами из Джорджии. Это, однако, было рискованным решением: это был долгий марш по труднопроходимой местности против численно превосходящих сил, эти люди были неопытны, недисциплинированны и непокорны, и поражения в стычках продлили войну. После двух нерешительных (со стороны его армии) сражений у Эмукфо и Энотачопо-Крик Джексон вернулся в форт Стротер и не возобновлял наступление до середины марта.
Прибытие 39-го пехотного полка США 6 февраля 1814 года дало Джексону возможность получить дисциплинированное ядро для своей армии, которая в конечном счёте выросла до примерно 5000 человек. После того как губернатор Блаунт приказал начать второй призыв ополченцев в Теннесси, Кук с силами в 2000 солдат с шестимесячным контрактом ещё раз прошёл путь от Ноксвилла в форт Стротер. Солдаты Кука взбунтовались, когда они узнали, что у солдат Джексона срок службы составлял всего три месяца. Кук попытался успокоить своих людей, но Джексон не понял ситуацию и приказал арестовать Кука как подстрекателя. Ополченцы восточного Теннесси вернулись в форт Стротер без дальнейших комментариев по поводу их срока службы. Кук был позже оправдан.
Джексон провёл следующий месяц в строительстве дорог и подготовке своих сил к решающему наступлению. В середине марта он выступил против сил Красных Палок, сосредоточившихся на Таллапусе у Тохопеки (Хоршо-Бенд). Он сначала двинулся на юг вдоль Кусы, покрыв около половины расстояния до позиций криков, и установил новый форпост в форте Уильямс. Оставив здесь гарнизон, он затем двинулся на Тохопеку с силами, состоящими из около 3000 солдат и 600 чероки и союзными криками. Битва при Хоршо-Бенд, которая произошла 27 марта, была решающей победой Джексона, окончательно покончившей с сопротивлением Красных Палок.

### Ополчение Джорджии
Штат Джорджия располагал ополчением из приблизительно 30 000 человек. 6-й американский военный округ, состоявший из обеих Каролин, а также Джорджии, располагал, возможно, более чем 2000 регулярных солдат. В теории генерал Пинкни, командующий округом, мог начать наступление, которое завершило бы Крикскую войну в 1813 году. Однако действия армии на этом участке не были ни столь быстры, ни столь эффективны, сколь они могли бы быть.
В конце ноября генерал Джон Флойд с армией в 950 солдат и 300—400 ополченцами из дружественных криков пересёк Чаттахучи и двинулся к Святой Земле. 29 ноября он напал на деревню Отосси и выбил криков с их сильной позиции. После сражения генерал Флойд, который был тяжело ранен, вернулся за Чаттахучи. Потери войска Флойда составили 11 убитых и 54 раненых. По оценке Флойда 200 криков были убиты.
В середине января Флойд выступил из форта Митчелл с силами в 1300 солдат и 400 ополченцами из дружественных криков, продвигаясь в сторону деревни Тукабачи, ожидая соединения с войсками Джексона. 29 января, через 7 дней после битвы при Эмукфо, крики напали на его укреплённый лагерь на Калиби-Крик. Хотя джорджианцы отбили атаку, Флойд и его ополченцы посчитали эту битву поражением и отступили в форт Митчелл, отказавшись от защиты линии укреплённых позиций, которые они создали во время своего наступления. Точные цифры потерь армии Флойда не определены: от 17 до 22 убитых, от 132 до 147 раненых. По оценке Флойда Красные Палки потеряли 37 человек. Это была последняя наступательная операция джорджианцев в войне.

### Ополчение Миссисипи
В октябре генерал Томас Флорной собрал силы числом около 1000 солдат, состоящие из 3-го пехотного полка США, ополченцев, добровольцев и индейцев чокто, в форте Стоддерт. Генерал Клэйрборн, приказавший уничтожать имущество бежавших криков на стыке Алабамы и Томбигби, начал наступление от форта Сант-Стефан. Он несколько преуспел в уничтожении домов, но никаких военных столкновений не было.
Продолжая наступление на расстояние около 85 миль (140 км) к северу от форта Стоддерт, Клэйрборн создал форт Клэйрборн. 23 декабря он столкнулся с небольшим отрядом криков на Святой Земле и сжёг 260 домов. Уильям Уизерфорд был почти захвачен во время этого сражения, но смог убежать. Потери миссисипцев составили 1 человека убитым и 6 ранеными. В сражении было убито 30 крикских солдат.
Из-за нехватки припасов Клэйрборн затем отступил в форт Сан-Стефан.

## Итоги войны

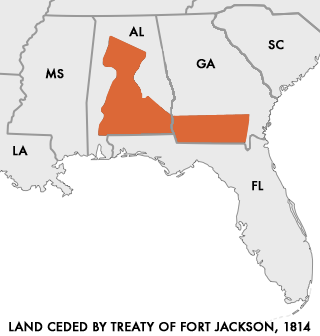
Земли, уступленные по договору в форте Джексон.

9 августа 1814 года Эндрю Джексон вынудил криков подписать мирный договор в форте Джексон. Несмотря на протест вождей криков, сражавшихся на стороне Джексона, народ криков уступил 23 млн акров (93 000 км²) — половину Алабамы и часть южной Джорджии — правительству Соединённых Штатов. Хотя Крикская война была (по крайней мере — на начальном этапе) в значительной степени гражданской войной между криками, Эндрю Джексон не признавал никакой разницы между криками, которые воевали с ним на одной стороне, и Красными Палками, которые боролись против него, в плане сохранения их земли и других вопросах. 1,9 млн акров (7700 км²) из 23 миллионов акров (93 000 км²), которые крики были вынуждены уступить Джексону, были отданы народу чероки, которые также находились в союзе с Соединёнными Штатами во время войны.
После ликвидации угрозы со стороны Красных Палок Эндрю Джексон смог сосредоточиться на регионе побережья в войне 1812—1814 годов. По своей собственной инициативе он вторгся в Испанскую Флориду и выбил британские силы из Пенсаколы. Затем он победил англичан в битве за Новый Орлеан 8 января 1815 года. В 1818 году Джексон снова вторгся во Флориду, куда бежали некоторые из лидеров Красных Палок, — это событие стало известно как Первая семинольская война.
В результате этих побед Джексон стал фигурой национального масштаба и в конечном счёте сумел стать седьмым президентом США в 1829 году. Став президентом, Эндрю Джексон принял закон о переселении индейцев, на основе которого депортировал все юго-восточные племена, включая своих бывших индейских союзников, на индейские территории, ныне штат Оклахома.